# Piegaro
Piegaro és un comune (municipi) de la província de Perusa, a la regió italiana d'Úmbria, situat a uns 30 km al sud-oest de Perusa.
L'1 de gener de 2018 tenia 3.574 habitants.
Piegaro limita amb els municipis de Città della Pieve, Marsciano, Montegabbione, Monteleone d'Orvieto, Paciano, Panicale, Perusa i San Venanzo.